# Mongar (plaats)
Mongar is een plaats in Bhutan en is de hoofdplaats van het district Mongar.
In 2005 telde Mongar 3502 inwoners.